# Lego Aquazone
LEGO Aquazone é um tema dos brinquedos LEGO. Lançado em 1995, é constituído por veículos submarinos, animais e plantas marinhos e minifigs de mergulhadores.
O tema deu origem às seguintes linhas/conjuntos:

## Aquanauts (1995–1996)
- 1728/6145 Crystal Crawler/Aquanaut Turbo Amphi
  - Minifig: Aquanaut

- 1749/1806 Hydronaut Paravane
  - Minifig: Aquanaut

- 1822 Sea Claw 7
  - Minifigs: 2 Aquanauts
  - Animal: Octopus

- 6125 Sea Sprint 9/Aquanaut Octopod
  - Minifig: Aquanaut

- 6175 Crystal Explorer Sub/Aquanaut DSRV II
  - Minifigs: 2 Aquanauts
  - Animal: Octopus

- 6195 Neptune Discovery Lab/Aqua Dome 7
  - Minifigs: 4 Aquanauts
  - Animal: Octopus

## Aquasharks (1995–1996, 1998)
- 6100 Aquashark Dart
  - Minifig: Aquashark

- 6115 Shark Scout/Aquashark Dart
  - Minifig: Aquashark

- 6135 Spy Shark/Aquashark Sneaker
  - Minifig: Aquashark

- 6155 Deep Sea Predator/Aquashark Barracuda
  - Minifig: Aquashark
  - Animal: Dark gray Shark

- 6190 Shark's Crystal Cave/Aquashark Sea Wolf
  - Minifigs: 2 Aquasharks
  - Animal: Dark gray Shark

## Aquaraiders (1997)
- 2160 Crystal Scavenger
  - Minifig: Aquaraider

- 2161 Aqua Dozer
  - Minifig: Aquaraider

- 2162 Hydro Reef Wrecker
  - Minifigs: 2 Aquaraiders
  - Animais: Octopus, Dark gray Shark,

## Hydronauts (1998–1999)
- 6110 Solo Sub
  - Minifig: Hydronaut

- 6150/6159 Crystal Detector
  - Minifig: Hydronaut

- 6180 Hydro Search Sub
  - Minifigs: 3 Hydronauts, Stingray

- 6199 Hydro Crystalation Station
  - Minifigs: 4 Hydronauts, 2 Stingrays
  - Animais: Octopus, Dark gray Shark, Manta Ray

## Stingrays (1998)
- 6107 Recon Ray
  - Minifig: Stingray

- 6109 Sea Creeper
  - Minifig: Stingray

- 6140 Sea Creeper
  - Minifig: Stingray

- 6160 Sea Scorpion
  - Minifigs: 3 Stingrays

- 6198 Sting Ray Stormer
  - Minifigs: 4 Stingrays
  - Animais: Octopus, Dark gray Shark, Manta Ray

## Acessórios Aquazone
- 6104 Aquacessories/Aquanauts & Aquasharks
  - Inclui: 1 Aquashark, 1 Aquanaut, 1 Octopus, 1 Shark